# Takács Lajos (labdarúgó, 1971)
Takács Lajos magyar labdarúgó, csatár, edző.

## Pályafutása
A Videoton csapatában mutatkozott be az élvonalban 1988. április 20-án a Kaposvári Rákóczi ellen, ahol 0–0-s döntetlen született. 1994-og volt a fehérvári klub labdarúgója. Az 1994–95-ös idényben a másodosztályú MTK és a Soproni LC csapatában játszott. 1995 és 1998 között ismét a Videoton labdarúgója volt. Utolsó élvonalbeli klubja az FC Sopron volt. Utolsó élvonalbeli bajnoki mérkőzésen a Győri ETO ellen 4–2-s vereséget szenvedett csapata. Ezt követően NB III-as, majd megyei első osztályú klubokban szerepelt. A 2009–10-es Fejér megyei első osztályú bajnokság 13. fordulójában csapata, a Martonvásár a Pálhalmát fogadta. A mérkőzés 3–1-es vendéggyőzelmet hozott. Takács a 78. percben állt be. A mérkőzést követően az öltözőben rosszul lett és eszméletét veszítette, A kiérkező mentők egy órán át próbálták újraéleszteni, sikertelenül.